# Juan Pierrestegui
Juan Pierrestegui (Concordia, 17 de noviembre de 1883-Buenos Aires, 29 de agosto de 1967) fue un profesor de geografía militar y militar argentino que alcanzó la jerarquía de general de división y se desempeñó como jefe del Estado Mayor General del Ejército.

## Biografía
En 1929 mientras aún era profesor militar de la Escuela Superior de Guerra, definió al petróleo de Comodoro Rivadavia como un causante de guerras por los «intereses europeos y norteamericanos, sin olvidar las preocupaciones que pueden llegar desde las fronteras territoriales»
Perteneció a un sector tradicionalista de los militares del Ejército Argentino que sostenían que era una idea ilusoria, una economía argentina industrializada, distinta a la existente en ese momento que poseía una dependencia total de la actividad agraria. Su visión se contraponía a la del general de división del Ejército, Enrique Mosconi.En una conferencia pronunciada el 8 de octubre de 1929 en la Escuela Superior de Guerra,afirmó que: 

Si la proporción de población rural disminuye, y si de la inmigración que llega una buena parte se queda en la ciudad, el país tiene que soportar el doble perjuicio de tener menor producción y mayor consumo, en razón de que cada hombre de ciudad es un brazo menos y una boca más. Un aumento de la población en estas condiciones le es desfavorable, pues tiende a disminuir la capacidad de país exportador… que es su verdadera fuerza en la paz y por la paz y muy especialmente en la guerra.

### Jefe del Estado Mayor General del Ejército
Luego de alcanzar el grado de General de Brigada en 1939, en 1941 fue nombrado Jefe del Estado Mayor General del Ejército Argentino, sustituyendo al general de división Rodolfo Márquez.
Durante su desempeñó en el cargo, fue considerado aliadófilo en el contexto de la Segunda Guerra Mundial. El descontento por la política exterior del Ejército Argentino que llevaba adelante Pierrestegui, que en agosto de 1942 había hecho cundir la alarma de la posibilidad de que Argentina no siguiera siendo neutral en el conflicto armado, fue uno de los motivos del establecimiento del Grupo de Oficiales Unidos.Pasó a retiro en 1943, ostentando el grado de General de División.